# Polygonum istanbulicum
Polygonum istanbulicum är en slideväxtart som beskrevs av M.Keskin. Polygonum istanbulicum ingår i släktet trampörter, och familjen slideväxter. Inga underarter finns listade i Catalogue of Life.